# Andreas Baltes
Andreas Baltes (né le 19 décembre 1930 à Hüttigweiler et mort le 31 janvier 2001 à Völklingen) est un éducateur et homme politique allemand (SPD).

## Biographie
Après avoir été diplômé du lycée, Baltes obtient un diplôme en économie, qu'il complète par un examen pour un diplôme en économie et l'examen pour l'enseignement supérieur. Il rejoint le service scolaire de la Sarre en tant que conseiller étudiant en commerce et travaille de 1957 à 1965 en tant que professeur d'école professionnelle dans les écoles commerciales. Il travaille ensuite comme professeur d'économie et de politique à l'École nationale d'ingénieurs de Sarrebruck .
Le 15 décembre 1967, Baltes succède au député décédé Rudolf Hussong au Bundestag via la liste d'État de la Sarre, dont il sera membre jusqu'en 1969.